# Change (Every Little Thing)
Change è il nono album in studio del gruppo musicale giapponese Every Little Thing, pubblicato nel 2010.

## Tracce
1. Change – 4:49
2. Aoi Kirameki (青い煌めき) – 4:28
3. Spearmint – 4:37
4. Wasureenu Hito (忘れえぬ人) – 5:14
5. Jūnikagetsu (12ヶ月) – 5:02
6. Heart Rate Of The City – 1:05
7. Mayonaka no Highway (真夜中のハイウェイ) – 4:47
8. Dream Goes On – 4:29
9. Sketchbook (スケッチブック) – 4:10
10. Snowscape – 2:05
11. Ren (蓮 -れん-) – 4:41
12. Tsumetai Ame (冷たい雨) (Album version) – 4:40